# Bilene
Bilene även känt som Praia do Bilene är ett samhälle i södra Moçambique. Staden ligger i provinsen Gaza. Bilene ligger 140 kilometer nordöst om huvudstaden Maputo. Staden är en känd badort vid Moçambiquekanalen och Indiska oceanen.